# Франко-китайская война
Франко-китайская война (фр. Guerre franco-chinoise) — война между Францией и империей Цин в 1884—1885 годах. Её основной причиной было желание Франции владеть северной частью Вьетнама.

## Повод к войне
В ходе второй франко-вьетнамской войны (1883—1884 годы) Франция овладела Тонкином (Северный Вьетнам), где Китай имел реальные интересы. Так, через Тонкин протекала Красная река, начинавшаяся в Южном Китае и связывавшая южнокитайские провинции с морем. Для защиты своих интересов летом 1883 года на север Вьетнама прибыли китайские регулярные войска, которые должны были противостоять французам вместе с вьетнамскими войсками и отрядами китайских поселенцев («Чёрные флаги»).
В декабре 1883 года французы впервые столкнулись с китайскими правительственными войсками. Адмирал Амадей Курбе взял штурмом хорошо укреплённый Шонтэй, но понёс серьёзные потери (400 человек при 2 тысячах убитых китайцев). Более успешно действовал новый командующий французскими силами в Тонкине генерал Шарль Мийо. В марте 1884 года он с 10-тысячным корпусом нанёс поражение 18-тысячному китайскому войску, защищавшему сильно укреплённые позиции в Бакнине. До сражения дело фактически не дошло. Когда французы зашли в тыл китайцам, они бежали, бросив свои укрепления и пушки. Потери с обеих сторон были минимальные. Таким образом, китайцы были вытеснены из долины Красной реки.
Под впечатлением первых неудач глава «умеренной партии» в китайском правительстве, наместник северной провинции Чжили Ли Хунчжан настоял на заключении мирного соглашения с Францией. 11 мая 1884 года в Тяньцзине им была подписана конвенция, обязавшая Китай вывести из Вьетнама свои войска. Также Китай обещал признавать любые договоры, которые будут заключены между Францией и Вьетнамом. 6 июня 1884 Франция принудила Вьетнам заключить мирный договор, по которому она устанавливала протекторат над всем Вьетнамом. Однако губернаторы провинций Южного Китая были готовы продолжать борьбу за Тонкин.
23 июня французский отряд в 750 человек, двигавшийся по т. н. «Мандариновой дороге», связывавшей Ханой с китайской границей, столкнулся у Бакле с 4-тысячным китайским отрядом. Французы потребовали, чтобы китайцы, согласно Тяньцзиньскому соглашению, ушли из Вьетнама. Однако китайцы атаковали французов и заставили отступить. Французы потеряли около 100 человек убитыми. 12 июля 1884 года премьер-министр Франции Жюль Ферри предъявил правительству Китая ультиматум:
1. Вывести из Вьетнама все китайские войска
2. Уплатить контрибуцию в 250 млн франков
3. При невыполнении этих условий к 1 августа 1884 года Франция займёт угольные шахты у Цзилуна на Формозе (Тайване) и уничтожит верфи близ Фучжоу.

Китай соглашался на вывод своих войск из Вьетнама, но отказался платить контрибуцию. Китайцы были готовы только выплатить 3,5 млн франков компенсации семьям погибших у Бакле.
После истечения срока ультиматума Ферри отдал приказ о начале военных действий против Китая.

## Ход военных действий
В ходе войны французские морские и сухопутные силы действовали без всякой связи друг с другом. В связи с этим возникло два самостоятельных театра военных действий — в Северном Вьетнаме и у побережья Китая.

### Действия у побережья Китая

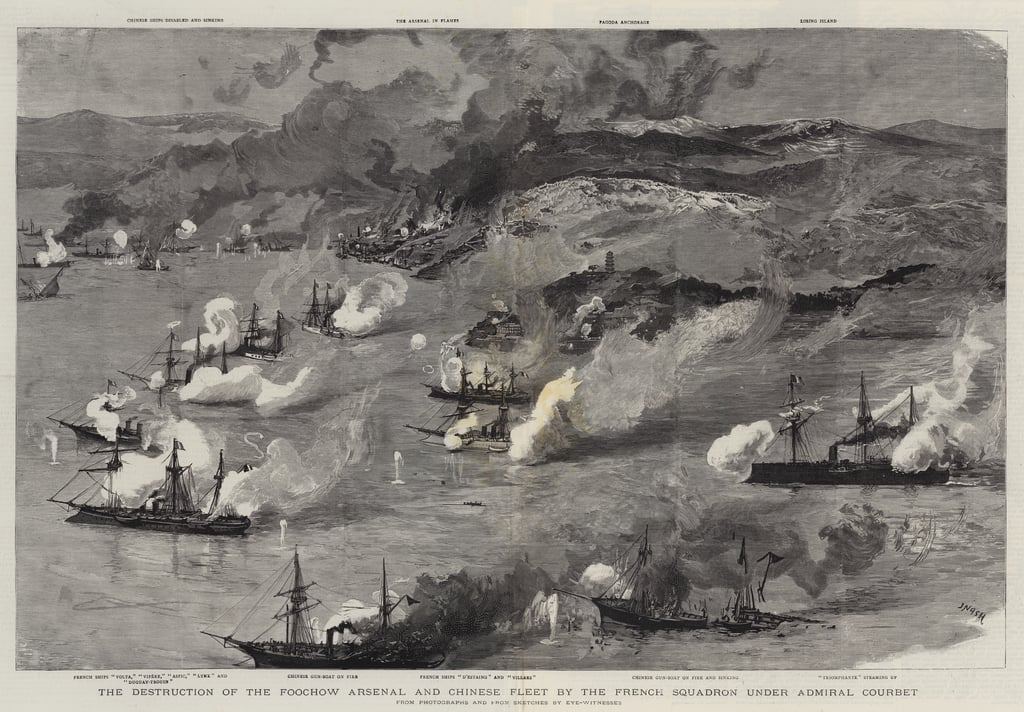
Битва при Фучжоу

Во Франции считали, что решающую роль в войне с Китаем должна играть французская Дальневосточная эскадра под командованием адмирала Амедея Курбе. Она состояла из 4 броненосных крейсеров, 5 больших и 7 малых безбронных крейсеров и 5 канонерок. Китайский военно-морской флот на тот момент находился ещё в стадии формирования. Наиболее мощные броненосцы, построенные для Китая в Германии, по требованию Франции были задержаны на верфи. Немногие корабли современных типов находились в Чжилийском заливе и в Шанхае. В южных портах Фучжоу и Гуанчжоу были только слабые устаревшие суда. В то же время у китайцев имелись сильные береговые батареи.
При превосходстве своей дальневосточной эскадры у Франции не было сил для нападения на главные приморские центры Китая. К тому же это могло вызвать недовольство Великобритании, имевшей там свои интересы. Поэтому адмиралу Курбе были даны инструкции действовать против Фучжоу и Тайваня, которые рассматривались как периферийные объекты. 5 августа часть французской эскадры обстреляла с моря Цзилун на севере Тайваня и попыталась высадить десант, который был отбит. Тем не менее китайские власти не стали рассматривать этот инцидент как начало военных действий. В частности, китайцы не мешали французам сосредотачивать свои боевые корабли у Фучжоу, хотя для этого им приходилось проходить по реке мимо китайских береговых батарей.
На протяжении почти месяца китайские и французские корабли у Фучжоу мирно стояли рядом с друг другом. Но 23 августа 1884 года адмирал Курбе неожиданно напал на китайскую эскадру. В битве при Фучжоу против четырёх больших французских крейсеров (один — броненосный), одного малого крейсера и трёх канонерок у китайцев было только пять малых крейсеров и четыре канонерки. У французов была и более современная корабельная артиллерия. Большинство застигнутых врасплох китайских кораблей не смогли оказать сопротивление и были потоплены в первые же минуты боя. Китайский адмирал Чжан Пэйлунь во время нападения оказался на берегу и не руководил своими силами. Разгромив китайскую эскадру, адмирал Курбе обстрелял верфи Фучжоу, а затем уничтожил ударом с тыла береговые батареи, которые до того успели отразить нападение другой части французской эскадры со стороны моря (один французский броненосный крейсер был повреждён их огнём и отправлен для ремонта в Гонконг).
После нападения на Фучжоу 27 августа 1884 года китайское правительство издало декрет об объявлении войны Франции. Во Франции война формально так и не была объявлена, так как это требовало одобрения парламента Франции, где у Ферри была слабая поддержка.
В начале сентября 1884 года эскадра адмирала Курбе сосредоточилась у северного побережья Тайваня, постоянно бомбардируя Цзилун. Туда прибыл на транспортных судах и 2 тысячи десантных войск. В октябре они высадились при поддержке кораблей на остров у Цзилуна и заняли его форты, но, встретив сильное сопротивление, и не смогли добиться большого успеха. Другой десант — у Тамсуя, был отбит.
Китайцы перебрасывали на Тайвань подкрепление на зафрахтованных английских судах. 20 октября Курбе объявил блокаду острова. Англия предъявила протест, и блокада была формально снята, хотя фактически продолжала действовать. В январе 1885 года подкрепление получили и французы. К ним пришли ещё 4 крейсера и 2 канонерки, а также 1,5 тысячи десантных войск.
Чтобы облегчить положение своих сухопутных войск на Тайване, китайский флот в начале 1885 года провёл свой первый и последний в этой войне боевой поход. В январе из Шанхая отправилась на юг эскадра адмирала У Анькана из 4 больших крейсеров и посыльного судна. В походе также должны были участвовать два крейсера северной Бэйянской эскадры, но Ли Хунчжан отослал их в Корею, где назревал конфликт с Японией.
К началу февраля эскадра У Анькана дошла до Тайваньского пролива и, ограничившись там демонстрацией, повернула обратно. Между тем Курбе, получив сведения о выходе в море китайского флота, с 3 большими крейсерами (из них 2 — броненосные) вышел к Шанхаю, а потом двинулся навстречу противнику. Встреча китайской и французской эскадр произошла 13 февраля 1885 года у острова Чусан у побережья провинции Чжэцзян. Не принимая боя, У Анькан с 3 новыми крейсерами оторвался от французов и ушёл в Чжэньхай — портовый пригород Нинбо. Старый тихоходный крейсер и посыльное судно укрылись в ближайшей гавани Шипу, где следующей ночью их подорвали шестовыми минами французские миноноски. Курбе блокировал с моря китайские корабли в Чжэньхая, но не решился атаковать сильно укреплённую гавань.
20 февраля 1885 года Франция, не имея возможности из-за позиции Англии, препятствовать морской торговле с Китаем, объявила рисовую блокаду. Северные китайские провинции, испытывая недостаток продовольствия, традиционно снабжались рисом с юга Китая, причём значительная его часть перевозилась морем на иностранных судах. Теперь французы стали останавливать такие гружёные рисом суда и отправлять их обратно.
В марте 1885 года французские десантные силы начали наступление на севере Тайваня, заняв угольные шахты Цзилуна. Тогда же Курбе провёл десантную операцию по захвату Пескадорских островов в Тайваньском проливе. Китайские укрепления на острове Магун были взяты штурмом. Курбе начал укреплять Магун в качестве главной базы своего флота.

### Действия в Северном Вьетнаме

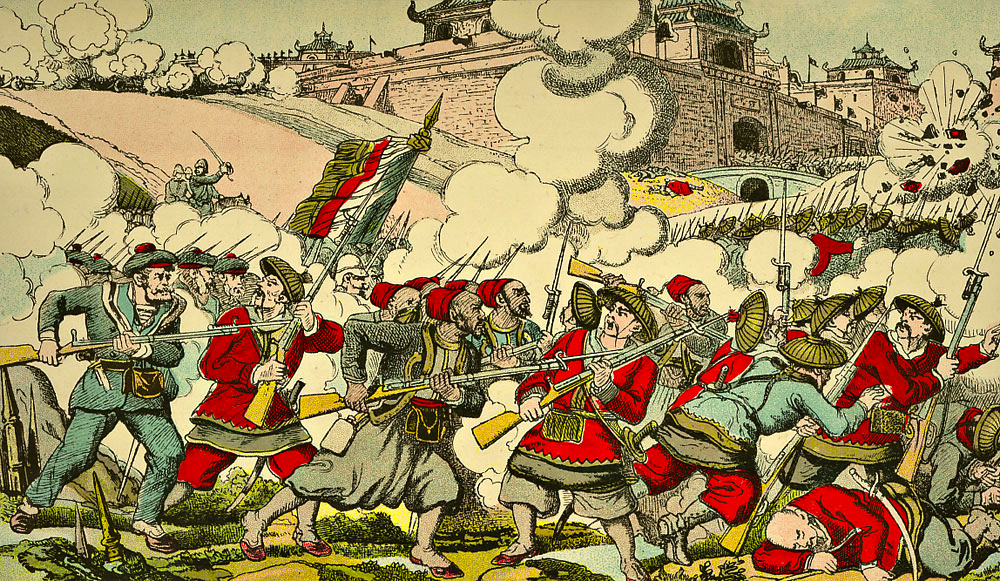
Сражение французских и китайских войск во Вьетнаме. Пропагандистская литография

В противоположность французам, Китай в войне делал главную ставку на наступательные действия в Северном Вьетнаме. Две китайские армии, сформированные в приграничных провинциях Гуанси и Юньнань должны были одновременно вторгнуться в Тонкин: Юньнаньская армия под командованием Тан Цзинсун — с северо-запада, а Гуансийская под командованием Пань Динсиня — с северо-востока. Обе армии должны были соединиться в дельте Красной реки и сбросить французские силы в море. По мере сосредоточения сил в приграничных провинциях, численность обеих китайских армий достигла 40-50 тысяч человек. Китайские войска имели современное вооружение (винтовки Маузера и орудия Круппа), но были плохо подготовлены и лучше всего проявляли себя в обороне на укреплённых позициях. Лёгкой полевой артиллерии практически не было. Их наступательные операции представляли собой медленное продвижение вперёд с непрерывным строительством укреплений. Первоначально китайские войска пользовались поддержкой местного населения, но позднее из-за военных реквизиций вьетнамцы изменили своё отношение к китайцам.
Французы к этому времени располагали в Тонкине 15 тысяч боеспособных войск. Большим преимуществом французского корпуса, которым командовал Луи Бриер де л'Иль, сменивший генерала Мийо, было наличие у него речной флотилии. Это позволяло быстро перебрасывать военные силы против одной или другой китайской армий, совершать обходные маневры по речным системам. В то же время французские войска были недостаточно хорошо организованы, они состояли из целого ряда отдельных частей — обычных войск, морской пехоты, алжирских, аннамских (южновьетнамских), тонкинских (северовьетнамских) колониальных войск. Наибольшие потери во Вьетнаме французы несли от тропических болезней.
После нападения французского флота на Фучжоу китайские войска ещё до полного сосредоточения всех сил начали в сентябре 1884 года медленное продвижение от своих границ вглубь Вьетнама. Передовые части Гуансийской армия двигались от Лангшона вдоль Мандариновой дороги, а Юньнаньская армия — от Лаокая вниз по долине Красной реки. В октябре французы остановили наступление Гуансийской армии, разбив по отдельности несколько передовых китайских отрядов и захватив стратегически важные пункты. Китайцы понесли при этом большие потери, причём со стороны французов были отмечены массовые расправы над пленными, что обсуждалось в европейской печати.
В ноябре части Юньнаньской армии Тан Цзинсуна осадили небольшую, но хорошо укреплённую крепость Туенкуанг. Крепость, которую защищал гарнизон под командованием майора Марка Эдмонта Домине (650 солдат иностранного легиона и аннамских стрелков) осаждало 6 тысяч китайцев. Ещё 15 тысяч китайских войск было собрано южнее, чтобы отражать попытки французов деблокировать крепость. Таким образом, осада Туенкуанга на несколько месяцев сковала основные силы Юньнаньской армии, что имело важное значение на ход военных действий.
Пока половина китайских войск была занята у Туенкуанга, французское командование приняло решение нанести удар по Гуансийской армии. Командующий французским корпусом Бриер де л'Иль сосредоточил против Пань Динсиня 7,5 тысяч своих войск (остальные французские войска составляли гарнизоны крепостей) с большим количеством полевой артиллерии, для наступательной кампании были собраны большие запасы продовольствия и военного снаряжения, организован транспорт.
В начале февраля 1885 года французы провели 10-дневное наступление на Лангшон. Китайская Гуансийская армия не смогла противодействовать стремительным обходным маршам французов и отступала, ведя лишь арьергардные бои, иногда упорные. 13 февраля Лангшон был взят. Бриер де л'Иль, считая, что с Гуансийской армией покончено, повернул с 5 тысячами солдат против Юньнаньской армии. Французские войска вернулись по Мандариновой дороге в Ханой, после чего на судах речной флотилии стали подниматься по Красной реке. В январе-феврале 1885 года гарнизон Туенкуанга отбил семь китайских штурмов, но силы его подходили к концу. В начале марта Бриер де л'Иль ударом с юга прорвал фронт Юньнаньской армии и освободил Туенкуанг от осады.
Бригада генерала Франсуа де Негрие, оставленная у Лангшона, получила приказ продвигаться к китайской границе и изгнать цинские войска из Тонкина. Разбив авангард Гуансийской армии в сражении при Донгданге, она демонстративно на короткое время перешла границу и взорвала так называемые «Китайские ворота» — здание таможни. Однако Гуансийская армия не была разгромлена. 
После отступления из Тонкина на свою территорию, китайские войска были реорганизованы и усилены. Их численность выросла до 30 тысяч человек. В противостоявшей им бригаде Негрие было менее 3 тысяч солдат. Чтобы ускорить переговоры и склонить китайцев принять французские условия мира, генерал Негрие получил приказ военного министра нанести на границе новый удар и снова выйти к «Китайским воротам». 
23 марта 1885 года у местечка Бан-Бо Негрие атаковал укреплённые китайские позиции, но был отброшен с большими потерями. Потеряв 300 человек убитыми, Негрие дал приказ об отступлении к Лангшону, чтобы дожидаться там подкреплений. 28 марта наступавшие следом китайские войска атаковали французов у Лангшона. В завязавшемся бою Негрие опрокинул левый фланг китайцев, но в разгар боя был тяжело ранен. Лишившись командующего, французские войска потеряли стойкость и обратились в беспорядочное отступление, бросая артиллерию и обоз (вина в этом во многом лежала на принявшим временно командование бригадой подполковнике Эрбинжере).

## Конец войны
Неудачи во Вьетнаме привели во Франции к правительственному кризису. Французское правительство обвиняли в том, что оно скрывает истинное положение вещей — ведёт войну с Китаем, не имея на то полномочий от парламента. Ферри в свою защиту утверждал, что против Китая ведётся не война, а репрессивная акция, не требующая парламентской санкции. После известий о поражениях у Банбо и у Лангшона кабинет Ферри пал. Новое правительство Бриссона было, тем не менее, настроено закончить войну с Китаем победой, «чтобы сохранить честь Франции». Было принято решение о направлении в Тонкин новых войск, но в апреле Китай согласился на мирные переговоры.
Причинами этого неожиданного решения назывались последствия установленной адмиралом Курбе рисовой блокады или возникшей в это время угрозой войны Китая с Японией из-за волнений в Корее. Большое значение имела позиция Великобритании, при посредничестве которой с конца 1884 года в Лондоне шли неофициальные переговоры китайских и французских представителей. Первоначально Лондон, от которого во многом зависела внешняя политика Пекина, поддерживал требования китайцев, претендовавших на раздел территории Северного Вьетнама, так чтобы к Китаю переходили северные провинции Лаокай и Лангшон. Великобритания была заинтересована в том, чтобы китайцы связывали в Индо-Китае французов, с которыми англичане соперничали из-за Верхней Бирмы и Таиланда. Однако, когда в 1885 году возникла угроза англо-русского конфликта в Центральной Азии, Великобритания решила, что необходимо переориентировать внимание Китая с южных на северные границы, чтобы создать давление на Россию. Поэтому китайцам было рекомендовано полностью уступить Вьетнам французам.
4 апреля 1885 года Франция и Китай подписали предварительное соглашение о перемирии. Французский флот снимал блокаду торговых портов Китая, но продолжал блокировать китайскую военную эскадру в Чжэньхае. Французские десантные войска продолжали находиться на Тайване и Пескадорских островах, в то время как китайские войска начали уходить из Северного Вьетнама. 9 июня 1885 года в Тяньцзине был подписан окончательный франко-китайский мирный договор. По этому договору Китай признавал, что весь Вьетнам контролируется Францией, с вьетнамской территории выводились все китайские войска. Со своей стороны Франция выводила свои войска и флот с Тайваня и Пескадорских островов и отказывалась от требований контрибуции. Франции предоставлялся ряд торговых привилегий в пограничных с Вьетнамом провинциях.

## Статистика войны
| Воюющие страны | Население (на 1884 год) | Мобилизовано солдат | Потери солдат |
| -------------- | ----------------------- | ------------------- | ------------- |
| Франция        | 38 010 000              | 33 980              | 6096          |
| Китай          | 372 754 000             | 50 000              | 10 000        |
| Всего          | 410 764 000             | 83 980              | 16 096        |